# سيد محمد سعيدي
السيد محمد سعيدي (بالفارسية: محمد سعيدي) من مواليد 1951، قم) هو رجل دين شيعي اثنا عشري إيراني، وأمين ضريح فاطمة بنت موسي الكاظم، وإمام صلاة الجمعة. وهو أيضا ممثل الوصاية على الفقيه الإسلامي في قم.

## عنه
كان والد سيد محمد؛ ووالدته من عائلة (أحفاد) محمد حسن الشيرازي. وهو أيضا قريب سید أحمد خاتمي، إمام صلاة الجمعة (المؤقت) في طهران.

## التعليم
(سيد) محمد سعيدي، الذي ولد في قم، حصل على تعليمه الابتدائي في مدينته، ودرس في المدرسة الثانوية في مدينة طهران. بالنظر إلى وصية والده، دخل سيد محمد (وإخوته) (المدرسة). اجتاز تعليمه، وتزوج في تلك المدينة. في وقت لاحق، انتقل إلى قم لمواصلة تعليمه في المدرسة الدينية، وبالمثل قام بالتدريس هناك كمدرس. كان لدى سيد محمد العديد من المعلمين، من بين ميرزا هاشم أمولي، وفازل لانكاراني، وجواد تبريزي.

## وصلات خارجية
- ولاية الفقيه